# GemCraft
GemCraft és un videojoc del gènere tower defense del qual han sortit tres edicions des del 2008. El jugador és un mag que ha d'impedir amb joies especials que els monstres i dimonis arribin a la base de cada nivell. A mesura que mata enemics o passen segons, acumula mana, energia necessària per construir torres, les joies, combinar-les entre elles per fer-les més poderoses o llançar sortilegis. Els enemics venen en onades successives fins que arravaten tot el mana del jugador (pèrdua del nivell) o bé són assassinats.

## Trama
Les joies tenen poders especials segons el seu color, a part que la seva potència varia segons el grau (forma) que tinguin (un grau més poderós de joia exigeix més mana en la seva creació o ajuntar dues joies del nivell inferior). Els colors són:
- verd: verí que fereix momentàniament els enemics llevant-los vida
- vermell: joia que guanya en poder amb cada mort
- taronja: joia que incrementa el mana amb cada tret
- blau fluix: joia que pot aturar per uns segons els monstres
- blau fosc: joia que alenteix els monstres
- groc: joia que pot disparar dos cops
- caqui: joia que pot disparar a més d'un enemic alhora
- lila: joia que disminueix la defensa dels monstres

El jugador guanya punts d'experiència en batre cada nivell, que li serveixen per augmentar nivells i així reduir el cost de mana de creació d'edificis i joies o bé millorar la potència de les joies.